# علي بن محمد العيثان
علي بن محمد بن عبد الله آل عيثان (1900 - 26 نوفمبر 1980) (1318 - 19 محرم 1401) فقيه جعفري ومدرس ديني أحسائي سعودي توطن العراق. ولد في قرية القارة بالأحساء وبها نشأ تحت رعاية والده الفقيه محمد آل عيثان فدرس أولًا في الأحساء بعض المقدمات على عدد من أعلامها، ثم هاجر إلى النجف في 1916 لإكمال دراسته وحضر على محمد حسين النائيني وضياء الدين العراقي وغيرهم ثم انتقل من النجف إلى كربلاء وحضر هناك لدى مهدي بن حبيب الله الشيرازي ومحمد هادي الميلاني ومحمد هادي الخراساني فبرز في الفقه الجعفري وأصبح من الفقهاء المجتهدين واتخذ من كربلاء وطنًا دائمًا له وكان فيها يُعد من مدرسيها البارزين. عُرف بسلوكه ونمط حياته البسيطة وكان يميل إلى الزهد. توفي في كربلاء ودفن في العتبة الحسينية. 

## سيرته
هو علي بن محمد بن عبد الله بن علي بن أحمد آل عيثان الهجري الأحسائي القاري الحائري. وآل عيثان أسرة مسلمة اثناعشرية علمية في الأحساء. 

ولد في قرية القارة بالأحساء سنة 1318 هـ/ 1900 م وبها نشأ تحت رعاية والده الفقيه محمد آل عيثان، ووالدته هي فاطمة بنت علي بن عبد المحسن اللويمي. 

وفي سنة 1320 هـ/ 1902 م، أي حين كان عمره سنتين، انتقل والده من القارة إلى قرية الحليلة المجاورة، فعاش علي العيثان بها برهة من أيام طفولته. توفي والده في الأحساء سنة 1331 هـ/ 1912 م. 

درس علي العيثان أولًا في الأحساء بعض المقدمات على عدد من أعلامها، ثم في حدود سنة 1335 هـ/ 1916 م هاجر إلى النجف بصحبة أخيه الأكبر حسن آل عيثان لإكمال دراسته، وكان عمره حوالي 17 سنة.

### في العراق
وسكن في النجف سنين عديدة أكمل فيها المقدمات والسطوح وحضر أبحاث الخارج العليا لدى لفيف من علماء الجعفرية. وأهم أساتذته في النجف هم : محمد رضا بن هادي آل كاشف الغطاء وقد لازمه مدة طويلة، ومحمد حسين النائيني ، وضياء الدين العراقي. 

ثم انتقل من النجف إلى كربلاء وحضر هناك أيضًا لدى : مهدي بن حبيب الله الشيرازي، ومحمد هادي الميلاني، ومحمد هادي الخراساني، ومحمد رضا بن محمد تقي الأصفهاني. فبرز في الفقه الجعفري وأصبح من الفقهاء المجتهدين واتخذ من كربلاء وطنًا دائمًا له. 

وذهب إلى الحج مرتين، ثانيتهما كانت في حدود سنة 1365 هـ/ 1945 م، وبعد الحج الثاني نزل إلى مسقط رأسه بلدة القارة في الأحساء. وقضى في وطنيه شهرين ثم عرض عليه أهل بلده وأقاره أن يقيم بينهم عالمًا ومرشدًا وزعيمًا دينيًا له إلا أنه اعتذر. 

وفي سنة 1381 هـ/ 1961 م توجه من كربلاء إلى إيران لزيارة العتبة الرضوية في مشهد بخُراسان ، وفي طريقه إلى مشهد إلتقى به في مدينة الري الشيخ فرج العمران في جامع عبد العظيم الحسني في 12 صفر 1381 هـ/ 25 يوليو 1961 . وبعد زيارة العتبة الرضوية في مشهد وسائر المشاهد الشيعة في إيران عاد إلى كربلاء ولم يزل متوطنًا في كربلاء حتى توفي بها. 

وكان في كربلاء زميل درسٌ ومباحثة مع عدد من علمائها منهم محمد الهاجري ومحمد الحسيني الشيرازي ومصطفى اعتماد وغيرهم من الأحسائيين وأهل الخليج. وكان فيها يعد من مدرسيها البارزين، وكان يدرس شرح اللعمة والكفاية والرسائل والمكاسب في المدرسة المهدية وغيرها. 

من تلامذته المشهورين: محمد الهاجري وعباس الكاشاني وكمال الحيدري وطاهر السلمان وصالح بن محمد السلطان الأحسائي ومحمد صالح بن محسن العريبي البحراني ومحمد حسين بن محسن الجلالي وعبد الجبار الربيعي الكربلائي.

## أسرته العلمية
ينتمي في نسبه إلى أسرة آل عيثان إحدى أبرز الأسر العلمية في الأحساء والتي أنجبت العديد من الأعلام الكبار لأجيال متعاقبة الذين كانوا لهم يد طولى في تفعيل وتنشيط الحركة العلمية في الأحساء.
وتعددت الأراء في أصل الأسرة القبلي، فهناك من رأى بأنهم يعودون بنسبهم إلى بني شيبان من بكر بن وائل. ورأي أخر- يتبناه الشيخ علي ابن الشيخ محمد آل عيثان أنهم من القبائل التي ترجع إلى ربيعة التي هي من أعرق القبائل في البحرين وإليها يرجع معظم سكانها، ومقر أسرة العيثان منذ القدم إلى اليوم قرية القارة، إلا أنه حدثت لها هجرات للعديد من أبنائها وأعلامها إلى البصرة، وإلى شيراز، وكربلاء، وغيرها.
ومن أقدم الشخصيات التي تم التعرف عليها من أبنائها هم:
الشيخ عيسى بن إبراهيم بن عبد الله آل عيثان القاري الأحسائي، والشيخ عبد النبي ابن الشيخ عيسى بن إبراهيم بن عبد الله آل عيثان القاري الأحسائي، والشيخ حسين ابن الشيخ عيسى بن إبراهيم آل عيثان، وابنه الشيخ محمد ابن الشيخ حسين ابن الشيخ عيسى بن إبراهيم آل عيثان.
كما عرف من أبناء الأسرة خلال القرن الثاني عشر الفقيه الشيخ محمد بن علي بن إبراهيم آل عيثان الأحسائي، وابنه الفقيه والمحدث الشيخ حسين ابن الشيخ محمد بن إبراهيم آل عيثان الأحسائي، اللذان كان لهما دور ونشاط علمي بارز في مدينة شيراز.

### جده
الشيخ عبد الله ابن الشيخ علي ابن الشيخ أحمد ابن الشيخ علي آل عيثان القاري الأحسائي، عالم فاضل، نال مرتبه عالية من العلم، ومما قيل في شأنه:
قال محمد علي التاجر:
أما صاحب أعلام هجر فقال:
توفي بلدة القارة بالأحساء سنة 1306هـ.

### والده
هو العلامة الفقيه شمس الشموس الشيخ محمد ابن الشيخ عبد الله ابن الشيخ علي ابن الشيخ أحمد ابن الشيخ علي ابن الشيخ محمد بن حسين بن عيسى آل عيثان القاري (1260- 1331هـ).
يعد علم من أعلام الأحساء الكبار، ورمز من رموزها الدينية، كان مجهتداً وفقيهاً، تولى المرجعية في الاحساء، فكان مرجعها الأعلى، وقد امتدت مرجعيته على عدد من المناطق المجاورة كالكويت وأجزاء من البصرة، والبحرين، ودبي، والقطيف، وأطراف مختلفة من مناطق الخليج.
ولد في بلدة القارة بالأحساء سنة 1260هـ، وبها نشأ وترعرع في محيط علمي وديني أقل ما يمكن أن يقال عنه أنه حيوي. نشط على يدي والده الشيخ عبد الله الذي دفعه وشجعه على الخوض في غمار العلم والتزود منه، فبرع وأتقن مختلف الفنون في فترات قاسية، مستمداً قوته وعزيمته من إرثه العلمي بدائرتيه الواسعة والضيقة، فهو ابن قرية القارة التي تعد أكثر مراكز الأحساء العلمية تأججاً بالعلم، والحراك الثقافي، وإنجاباً للعلماء، وتعدداً في المدارس الدينية من جهة، ومن جهة أخرى كان لإرثه العلمي في أسرته أثرا في تبلور وتكوين شخصيته العلمية وخلق طموحه ورؤيته نحو الهدف الذي ينشده، لهذا لم يكن ما بين يديه من نشاط علمي يروي غليله أو يشبع نهمة ويسد حاجته للطلب العلمي والتزود المعرفي مما دفعه في نهاية الأمر للهجرة إلى النجف الأشرف.

### أخوه
الشيخ حسن ابن الشيخ محمد ابن الشيخ عبد الله آل عيثان القاري الأحسائي (1319هـ- 1347هـ)، وهو عالم، درس في بداياته على يد أبيه الشيخ محمد، وبعد وفاة والده انتقل مع أخيه إلى العراق وكان أول الأمر يتردد بين والعراق وموطنه الأحساء، فدرس في النجف الأشرف، ثم قرر المجاورة في كربلاء والدرس على أعلامها بصحبة أخيه الشيخ علي، وفيها تتلمذ عليه عدد من الأعلام منهم السيد أحمد بن هاشم بن خليفة النحوي، وغيره، ويقي بها إلى أن وافاه الأجل بكربلاء المقدسة في 14 ذو القعدة سنة 1397هـ الموافق 27 أكتوبر، 1977.

## اساتذته وشيوخه
انقسمت دراسته بين النجف وكربلاء، فحضر على أساتذة الزمان، ونال منهم العلوم الكثيرة، فكان من أبرز أساتذته وشيوخه في النجف، والتي أقام فيها لمدة قصيرة: الشيخ آغا ضياء الدين العراقي، والشيخ الميرزا محمد حسين النائيني، والشيخ محمد رضا آل كاشف الغطاء النجفي، وابو الحسن الأصفهاني.

### كربلاء
انتقل من النجف الآشرف إلى كربلاء سنة 1350هـ، وسكن في محلة بكربلاء تعرف بـ محلة باب الطاق، وسكن بيتاً صغيراً تبلغ مساحته 60 متراً تقريباً، وقد هُدم مؤخراً وتحول إلى حسينية.
وأبرز أساتذته في كربلاء: حسين الطباطبائي القمي، والشيخ محمد رضا بن محمد تقي الحائري، والشيخ محمد بن عبد الله آل عيثان الأحسائي، ومحمد هادي الحسيني الميلاني، والميرزا مهدي الحسيني الشيرازي، وناصر بن هاشم بن أحمد السلمان الأحسائي،
```
والميرزا هادي بن علي الخراساني النجفي الحائري، وهاشم بن محمد العلي السلمان الأحسائي، والشيخ 
محمد داود الخطيب الكربلائي
،
[
14
]

ومحمد طاهر بن محمد البحراني الموسوي الحائري.
[
15
]
```

## أراء العلماء فيه
شهد له أثنان يعدان من القمم العلمية، ومن أقدر الناس على وزن العلماء ومعرفة مكانتهم.

### الشهادة الأولى
الشهادة الأولى للمرجع الديني محسن الحكيم.
يحكي تلميذه الشيخ حسين المهناوي: 
.

### الشهادة الثانية
الشهادة الثانية لحسين محمد تقي بحر العلوم.
يكمل الشيخ المهناوي عن الشهادة الثانية فيقول: 

## وفاته
توفي في كربلاء في الساعة السابعة مساء ليلة الجمعة 19 محرم 1401هـ / 26 نوفمبر 1980 وشيع جثمانه ودفن في إحدى غرف الصحن بالعتبة الحسينية. وأقيمت له مجالس الفاتحة والعزاء في كربلاء والأحساء وغيرها. وفي ذكرى أربعينية أقيم له مجلس تأبيني كبير في وطنه، القارة بمسجد محمد‌ آل عيثان. ورثاه عدد كبير من الشعراء الأحسائيين بقصائد. 

وشيع تشييع مهيباً حضره العلماء والفضلاء، ودفن في الجهة الشمالية قرب باب السدرة، في المكان نفسه الذي اعتاد الجلوس فيه للتعبد واستقبال استفسارات الناس.

### رثاؤوه
ورثاه الكثير من الشعراء والأدباء، وأقيمت له مجالس العزاء في كربلاء، والأحساء
وقد أرخ وفاته السيد عبد الرضا الصافي الموسوي فقال.
وكذلك أرخ وفاته حسن بن عبد المحسن الجزيري ضمن قصيدة منها:.
ورثاه الشيخ صالح بن محمد ملا السلطان:.
وللشيخ صالح السلطان في أستاذه الشيخ العيثان قصيدة أخرى رائعة بمناسبة ذكرى الأربعين جاء فيها:
ورثاه الأديب الشيخ علي بن صالح الخميس الأحسائي بقصيدة من أبياتها:
كما رثاه الأديب الدكتور السيد محمد رضا ابن عبد الله بقصيدة مميزة جاء فيها:
ورثاه العديد من الشعراء والأدباء، من أمثال محمد حسن الشخص، وعبد الله المشعل، ورثاه عدد من تلاميذه كالشيخ حسين المهناوي وغيره.

## مؤلفاته
كان له العديد من المصنفات التي تعد اليوم في عداد المفقودات، وهي:
- شرح شرائع الإسلام في مسائل الحلال والحرام. للمحقق الحلي (667هـ).
- تقریرات بحوث أساتذته الفقهية والأصولية.
- شرح اللمعة الدمشقية في فقه الإمامية. للشيخ محمد بن مكي الجزيئي العاملي، المعروف بالشهيد الأول( 734هـ-786هـ)
- أصول الفقه.
- الحسين يوم عاشوراء

## حياته الشخصية
تزوج وهو في سن العشرين تقريبًا إحدى بنات عمه التي توفيت بعد زواجه منها بقليل ولم يعقّب منها، ثم في سنة 1341 هـ/ 1922 م اقترن بالسيدة علوية شقيقة محمد باقر الشخص ومنها عقبه. 

وصف بأنه كان زاهدًا عابدًا تقيًا يميل إلى العزلة والانزواء وكان يعيش في كربلاء حياة بسيطة سواء في مسكنه أو مأكله وملبسه أو تعامله مع الآخرين. وقد عرض عليه أكثر من مرة التصدي للمرجعية في الأحساء فرفض كل ذلك. ومن المعروف أنه كان يجلس معظم أيامه عصرًا قبيل المغرب في إحدى زوايا صحن العتبة الحسينية للإجابة على بعض أسئلة الزائرين وللتباحث أحيانًا مع بعض أهل العلم. 

### أبناؤه
له من الأبناء اثنان، دخيل وحسين وأربع بنات.
- دخيل: وقد توفي سنة 1374هـ.
- الشيخ حسين (1354هـ - 1419هـ): عالم وأدیب، ولد في كربلاء سنة 1354هـ، فدرس على عدد من أعلامها منهم: والده الشيخ علي آل عيثان، والشيخ محمد بن سلمان الهاجري الأحسائي، والشيخ محمد الخطيب، والسيد مرتضى الواجدي، والميرزا علي بن موسى الأسكوئي، والسيد مهدي الشيرازي، والشيخ عبد الحسن البيضاني، والشيخ أحمد الشذر، والشيخ فاضل الحلي، کما تتلمذ على عدد من أعلام النجف منهم السيد أبو القاسم الخوئي، والسيد أحمد بن رضي المستنبط، والسيد محمود الشاهرودي، وغيرهم. كانت بعض دراسته في المدرسة المهدية بكربلاء حتى أصبح أحد معلميها، رجع إلى موطنه الأحساء حتى وفاته في 5 جمادى الأولى سنة 1419هـ الموافق 28 أغسطس، 1998.[5]